# VPREB3
La proteína 3 del linfocito pre-B es una proteína que en humanos está codificada por el gen VPREB3 .
El producto del gen VPREB3 es el homólogo humano de la proteína VpreB3 (8HS20) de ratón y se expresa específicamente en líneas celulares representativas de todas las etapas de diferenciación de linfocitos B. También está relacionado con VPREB1 y otros miembros de la familia de supergenes de inmunoglobulinas. La proteína VPREB3 aparentemente se asocia con las cadenas pesadas mu de la membrana al principio del curso de la biosíntesis del receptor de células pre-B. No se conoce la función precisa de VPREB3, pero puede contribuir al transporte de la cadena mu en las células pre-B.  En los seres humanos, además de la médula ósea y los tejidos linfoides secundarios como las amígdalas, la proteína VPREB3 también está presente en las células de Purkinje del cerebelo y en la zona glomerulosa de la suprarrenal.